# Ischnopteris juvencata
Ischnopteris juvencata là một loài bướm đêm trong họ Geometridae.